# باشگاه فوتبال شریف تیراسپول
باشگاه فوتبال شریف تیراسپول' (به روسی: ФК Шериф Тирасполь) یک باشگاه فوتبال در شهر تیراسپول در کشور مولداوی می‌باشد که در لیگ ملی فوتبال مولداوی است. این اولین بازی خود را در لیگ اول در فصل ۱۹۹۸–۱۹۹۹ انجام داد. آنها از آن زمان تا کنون ۱۹ عنوان قهرمانی لیگ ملی مولداوی، ۱۰ جام حذفی و ۷سوپرجام مولداوی را به دست آورده‌اند.
در سطح اروپایی، شریف چهار بار به مرحله گروهی لیگ اروپا رسیده‌است و اولین تیم مولداوی بوده که در مرحله گروهی لیگ قهرمانان اروپا سال ۲۲–۲۰۲۱ صعود کرده‌است. این باشگاه نام فعلی خود را از حامی اصلی خود گرفته‌است، شرکتی که صنایع مختلفی را اداره می‌کند. بازی‌های خانگی با لباس‌های زرد و سیاه انجام می‌شود.
این باشگاه در سال ۱۹۹۷ تأسیس شده‌است.

## تاریخچه
این باشگاه در ابتدا در سال ۱۹۹۶ تأسیس شد و در دسته دوم بازی می‌کرد. تحت هدایت احمد آلاسکاروف، هدایت تیم به دسته برتر مولداوی را به عهده گرفت بعداً در همان سال باشگاه قهرمان شد.

## ورزشگاه
ورزشگاه شریف محل بازی شریف تیراسپول است و متعلق به شرکت شریف است. ساخت زمین در ۱ اوت ۲۰۰۰ آغاز شد و در ماه مه ۲۰۰۲ به پایان رسید و در ژوئیه ۲۰۰۲ افتتاح رسمی شد. این ورزشگاه در سال ۲۰۱۱ بازسازی شد. این ورزشگاه برای ۱۲۷۴۶ تماشاگر ظرفیت دارد و برای مسابقات بین‌المللی فیفا/یوفا واجد شرایط است. در کنار بازی‌های شریف تیراسپول، این ورزشگاه میزبان مسابقات تیم ملی مولداوی نیز است.

## بازیکنان فعلی
تا تاریخ ۱۹ سپتامبر ۲۰۲۱
| شماره |                   | پست       | بازیکن                                     |
| ----- | ----------------- | --------- | ------------------------------------------ |
| 1     | مولدووا           | دروازه‌بان | دومیترو سلادنیک                            |
| 2     | کلمبیا            | مدافع     | دانیلو آربولدا                             |
| 3     | مالاوی            | مدافع     | چارلز پترو                                 |
| 6     | بوسنی و هرزگوین   | مدافع     | اشتپان رادلجیچ                             |
| 7     | غنا               | مهاجم     | بسیط خالد                                  |
| 8     | مولدووا           | مدافع     | الکساندر بلووسف                            |
| 9     | مالی              | مهاجم     | آداما ترائوره                              |
| 10    | کلمبیا            | مهاجم     | فرانک کاستاندا (captain)                   |
| 11    | اسلوونی           | مهاجم     | لوور بیزجاک                                |
| 12    | نیجر              | هافبک     | عبدالمومونی                                |
| 13    | برزیل             | مدافع     | فرناندو                                    |
| 15    | برزیل             | مدافع     | کریستیانو دا سیلوا لایت                    |
| 16    | ترینیداد و توباگو | مدافع     | کستون جولین                                |
| 17    | ازبکستان          | مهاجم     | Jجاسوربک یاخشیبوف (on loan from لژیا ورشو) |
| 18    | مالی              | هافبک     | موسی کیابو (on loan from USC Kita)         |

| شماره |               | پست       | بازیکن                                        |
| ----- | ------------- | --------- | --------------------------------------------- |
| 19    | مولدووا       | هافبک     | سرافیم کوجوکاری                               |
| 20    | مقدونیه شمالی | هافبک     | بوبان نیکولوف                                 |
| 21    | غنا           | هافبک     | ادموند ادو                                    |
| 22    | یونان         | هافبک     | دیمیتریس کولووس                               |
| 23    | ساحل عاج      | مهاجم     | نادری داگو                                    |
| 26    | صربستان       | دروازه‌بان | دوشان مارکوویچ                                |
| 30    | یونان         | دروازه‌بان | جورجوس آتاناسیادیس (on loan from AEK Athens)  |
| 31    | لوکزامبورگ    | هافبک     | سباستین تیل (on loan from Progrès Niederkorn) |
| 33    | مولدووا       | دروازه‌بان | سرگی پاچنکو                                   |
| 41    | یونان         | مدافع     | استفانوس اوانگلو                              |
| 55    | پرو           | مدافع     | گوستاوو دولانتو                               |
| 77    | برزیل         |           | برونو فیلیپه سوزا دا سیلوا                    |
| 98    | مولدووا       | هافبک     | ماکسیم کوجوکارو                               |
| 99    | گینه          | مهاجم     | مومو یانسانه                                  |